# バニア・キング
バニア・キング（Vania King, 1989年2月3日 - ）は、アメリカ・カリフォルニア州モントレーパーク出身の女子プロテニス選手。中国系の選手で、漢字名は 金 久慈 という。2010年のウィンブルドンと全米オープンで、ヤロスラワ・シュウェドワと組んだダブルスで優勝した。WTAツアーでシングルス1勝、ダブルス15勝を挙げた。自己最高ランキングはシングルス50位、ダブルス3位。右利き、バックハンド・ストロークは両手打ち。

## 来歴
父親の手ほどきにより、4歳からテニスを始める。2005年の全米オープンで、彼女はジュニア女子ダブルス部門でアレクサ・グラッチ（同じアメリカの選手）と組んで準優勝し、一般の部でも女子シングルスの予選3試合を勝ち抜いて、ナタリー・ドシーとの2回戦まで進出した。2006年から女子テニス国別対抗戦・フェドカップのアメリカ代表選手に選ばれる。2006年全米オープンでは、アンドレ・アガシ対マルコス・バグダティスによる男子シングルス2回戦の試合開始に先立ち、バニア・キングがアメリカの愛国歌「アメリカ・ザ・ビューティフル」の歌い手に選ばれた。彼女自身は、女子シングルス2回戦でジュスティーヌ・エナン＝アーデンに 1-6, 2-6 のストレートで敗れた。1か月後の2006年10月、キングはエレナ・コスタニッチとペアを組み、日本のジャパン・オープン女子ダブルスでツアー初優勝を飾った。翌週のタイ・バンコク大会では単複2冠を獲得し、シングルス決勝で地元タイ人選手のタマリネ・タナスガーンを 2-6, 6-4, 6-4 の逆転で破り、コスタニッチとのダブルスで2週連続優勝を決めた。
シングルスはこの1勝どまりであるが、ダブルスで2007年・2008年に2勝ずつを獲得した。2008年の東レ パン・パシフィック・オープン・テニストーナメントではナディア・ペトロワと組み、決勝でリサ・レイモンド&サマンサ・ストーサー組を 6-1, 6-4 で破った優勝がある。
2009年の全仏オープンで、バニア・キングはブラジルのマルセロ・メロと混合ダブルスのペアを組み、決勝戦まで勝ち進んだ。パートナーのメロは、ダブルスのスペシャリストとして有名な選手である。決勝戦で2人は第1シードペアのボブ・ブライアン&リーゼル・フーバー組と対戦し、7-5, 6-7 で1セット・オールになった。全仏オープンのダブルスでは、混合のみ10ポイント・タイブレーク決戦方式（通称：スーパータイブレーク方式）で勝敗を決定する。この方式では、1セット・オールになった時は10点制のタイブレークを行い、先に10ポイント取った方が勝者になる。キングとメロはタイブレークを 7-10 で落とし、全仏混合ダブルス準優勝者になった。
2010年はヤロスラワ・シュウェドワと組んだダブルスで、ウィンブルドンと全米オープンで優勝した。2011年全米オープンではシュウェドワとのダブルスで2年連続の決勝に進出したが、リーゼル・フーバー&リサ・レイモンド組に 6–4, 6–7(5), 6–7(3) で敗れ連覇を逃した。
キングは2020年に31歳で現役を引退した。

## WTAツアー決勝進出結果

### シングルス: 3回 (1勝2敗)
| 大会グレード          | 大会グレード                 |
| 2008年以前            | 2009年以後                   |
| --------------------- | ---------------------------- |
| グランドスラム (0–0)  |                              |
| WTAファイナルズ (0–0) |                              |
| ティア I (0–0)        | プレミア・マンダトリー (0-0) |
| ティア I (0–0)        | プレミア5 (0-0)              |
| ティア II (0–0)       | プレミア (0–0)               |
| ティア III (1–0)      | インターナショナル (0–2)     |
| ティア IV ＆ V (0–0)  | インターナショナル (0–2)     |

| 結果   | No. | 決勝日         | 大会     | サーフェス | 対戦相手               | スコア        |
| ------ | --- | -------------- | -------- | ---------- | ---------------------- | ------------- |
| 優勝   | 1.  | 2006年10月15日 | バンコク | ハード     | タマリネ・タナスガーン | 2–6, 6–4, 6–4 |
| 準優勝 | 1.  | 2013年9月21日  | 広州     | ハード     | 張帥                   | 6-7(1), 1-6   |
| 準優勝 | 2.  | 2016年8月7日   | 南昌     | ハード     | 段瑩瑩                 | 6–1, 4–6, 2–6 |

### ダブルス: 33回 (15勝18敗)
| 大会グレード          | 大会グレード                 |
| 2008年以前            | 2009年以後                   |
| --------------------- | ---------------------------- |
| グランドスラム (2–1)  |                              |
| WTAファイナルズ (0–0) |                              |
| ティア I (1–1)        | プレミア・マンダトリー (0-0) |
| ティア I (1–1)        | プレミア5 (1-1)              |
| ティア II (0–0)       | プレミア (1–4)               |
| ティア III (4–3)      | インターナショナル (5–7)     |
| ティア IV ＆ V (1–1)  | インターナショナル (5–7)     |

| 結果   | No. | 決勝日         | 大会               | サーフェス        | パートナー                       | 対戦相手                                                  | スコア              |
| ------ | --- | -------------- | ------------------ | ----------------- | -------------------------------- | --------------------------------------------------------- | ------------------- |
| 準優勝 | 1.  | 2006年10月1日  | 広州               | ハード            | エレナ・コスタニッチ             | 李婷 孫甜甜                                               | 4–6, 6–2, 5–7       |
| 優勝   | 1.  | 2006年10月8日  | 東京               | ハード            | エレナ・コスタニッチ             | 詹詠然 荘佳容                                             | 7–6(2), 5–7, 6–2    |
| 優勝   | 2.  | 2006年10月15日 | バンコク           | ハード            | エレナ・コスタニッチ             | マリアナ・ディアス＝オリバ ナタリー・グランディン         | 7–5, 2–6, 7–5       |
| 準優勝 | 2.  | 2007年2月4日   | 東京               | カーペット (室内) | レネ・スタブス                   | リサ・レイモンド サマンサ・ストーサー                     | 6–7, 6–3, 5–7       |
| 優勝   | 3.  | 2007年5月14日  | フェズ             | クレー            | サニア・ミルザ                   | アンドレア・エリット＝ヴァンク アナスタシア・ロディオノワ | 6–1, 6–2            |
| 準優勝 | 3.  | 2007年9月30日  | 広州               | ハード            | 孫甜甜                           | 彭帥 晏紫                                                 | 3–6, 4–6            |
| 準優勝 | 4.  | 2007年10月7日  | 東京               | ハード            | 荘佳容                           | 孫甜甜 晏紫                                               | 6–1, 2–6, [6-10]    |
| 優勝   | 4.  | 2007年10月12日 | コルカタ           | ハード            | アーラ・クドゥリャフツェワ       | アルベルタ・ブリアンティ マリヤ・コリツェワ               | 6–1, 6–4            |
| 準優勝 | 5.  | 2008年2月10日  | パタヤ             | ハード            | 謝淑薇                           | 詹詠然 荘佳容                                             | 4–6, 3–6            |
| 優勝   | 5.  | 2008年9月21日  | 東京               | ハード            | ナディア・ペトロワ               | リサ・レイモンド サマンサ・ストーサー                     | 6–1, 6–4            |
| 優勝   | 6.  | 2008年11月2日  | ケベックシティ     | ハード            | アンナ＝レナ・グローネフェルト   | ジル・クレイバス タマリネ・タナスガーン                   | 7–6(3), 6–4         |
| 優勝   | 7.  | 2009年1月11日  | ブリスベン         | ハード            | アンナ＝レナ・グローネフェルト   | クラウディア・ヤンス アリシア・ロソルスカ                 | 3–6, 7–5, [10–5]    |
| 優勝   | 8.  | 2009年9月14日  | ケベックシティ     | ハード (室内)     | バルボラ・ザフラボバ・ストリコバ | ソフィア・アルビドソン セベリーヌ・ブレモン               | 6–1, 6–3            |
| 優勝   | 9.  | 2010年2月20日  | メンフィス         | ハード            | ミハエラ・クライチェク           | ベサニー・マテック＝サンズ メガン・ショーネシー           | 7–5, 6–2            |
| 準優勝 | 6.  | 2010年3月7日   | モンテレイ         | ハード            | アンナ＝レナ・グローネフェルト   | イベタ・ベネソバ バルボラ・ザフラボバ・ストリコバ         | 6–3, 4–6, [8–10]    |
| 準優勝 | 7.  | 2010年4月18日  | チャールストン     | クレー            | ミハエラ・クライチェク           | リーゼル・フーバー ナディア・ペトロワ                     | 3–6, 4–6            |
| 優勝   | 10. | 2010年5月22日  | ストラスブール     | クレー            | アリーゼ・コルネ                 | アーラ・クドゥリャフツェワ アナスタシア・ロディオノワ     | 3–6, 6–4, [10–7]    |
| 準優勝 | 8.  | 2010年6月19日  | スヘルトーヘンボス | 芝                | ヤロスラワ・シュウェドワ         | アーラ・クドゥリャフツェワ アナスタシア・ロディオノワ     | 6–3, 3–6, [6–10]    |
| 優勝   | 11. | 2010年7月3日   | ウィンブルドン     | 芝                | ヤロスラワ・シュウェドワ         | エレーナ・ベスニナ ベラ・ズボナレワ                       | 7–6(6), 6–2         |
| 優勝   | 12. | 2010年9月13日  | 全米オープン       | ハード            | ヤロスラワ・シュウェドワ         | リーゼル・フーバー ナディア・ペトロワ                     | 2-6, 6-4, 7–6(4)    |
| 準優勝 | 9.  | 2011年3月6日   | モンテレイ         | ハード            | アンナ＝レナ・グローネフェルト   | イベタ・ベネソバ バルボラ・ザフラボバ・ストリコバ         | 7–6(8), 2–6, [6–10] |
| 準優勝 | 10. | 2011年5月15日  | ローマ             | クレー            | ヤロスラワ・シュウェドワ         | 彭帥 鄭潔                                                 | 2–6, 3–6            |
| 優勝   | 13. | 2011年8月20日  | シンシナティ       | ハード            | ヤロスラワ・シュウェドワ         | ナタリー・グランディン ブラディミラ・ウーリロバ           | 6–4, 3–6, [11–9]    |
| 準優勝 | 11. | 2011年9月11日  | 全米オープン       | ハード            | ヤロスラワ・シュウェドワ         | リーゼル・フーバー リサ・レイモンド                       | 6–4, 6–7(5), 6–7(3) |
| 準優勝 | 12. | 2011年10月16日 | 大阪               | ハード            | ヤロスラワ・シュウェドワ         | クルム伊達公子 張帥                                       | 5–7, 6–3, [9–11]    |
| 優勝   | 14. | 2011年10月22日 | モスクワ           | ハード (室内)     | ヤロスラワ・シュウェドワ         | アナスタシア・ロディオノワ ガリナ・ボスコボワ             | 7–6(3), 6–3         |
| 準優勝 | 13. | 2012年7月15日  | スタンフォード     | ハード            | ヤルミラ・ガイドソバ             | マリナ・エラコビッチ ヘザー・ワトソン                     | 5–7, 6–7(7)         |
| 準優勝 | 14. | 2012年7月22日  | カールスバッド     | ハード            | ナディア・ペトロワ               | ラケル・コップス＝ジョーンズ アビゲイル・スピアーズ       | 2–6, 4–6            |
| 準優勝 | 15. | 2012年9月23日  | ソウル             | ハード            | アクグル・アマンムラドワ         | ラケル・コップス＝ジョーンズ アビゲイル・スピアーズ       | 6–2, 2–6, [8–10]    |
| 準優勝 | 16. | 2013年9月21日  | 広州               | ハード            | ガリナ・ボスコボワ               | 謝淑薇 彭帥                                               | 3-6, 6-4, [10-12]   |
| 準優勝 | 17. | 2014年4月13日  | ボゴタ             | クレー            | シャネル・シェパーズ             | ララ・アルアバレナ キャロリン・ガルシア                   | 6–7(5), 4–6         |
| 優勝   | 15. | 2016年1月9日   | 深圳               | ハード            | モニカ・ニクレスク               | 徐一幡 鄭賽賽                                             | 6–1, 6–4            |
| 準優勝 | 18. | 2016年6月19日  | バーミンガム       | 芝                | アーラ・クドリャフツェワ         | カロリナ・プリスコバ バルボラ・ストリコバ                 | 3–6, 6–7(1)         |

## 4大大会ダブルス優勝
- ウィンブルドン 女子ダブルス：1勝（2010年）
- 全米オープン 女子ダブルス：1勝（2010年）

（全仏オープン混合ダブルス準優勝：2009年）

## 4大大会シングルス成績
略語の説明
| W | F | SF | QF | #R | RR | Q# | LQ | A | Z# | PO | G | S | B | NMS | P | NH |

W=優勝, F=準優勝, SF=ベスト4, QF=ベスト8, #R=#回戦敗退, RR=ラウンドロビン敗退, Q#=予選#回戦敗退, LQ=予選敗退, A=大会不参加, Z#=デビスカップ/BJKカップ地域ゾーン, PO=デビスカップ/BJKカッププレーオフ, G=オリンピック金メダル, S=オリンピック銀メダル, B=オリンピック銅メダル, NMS=マスターズシリーズから降格, P=開催延期, NH=開催なし.
| 大会           | 2005 | 2006 | 2007 | 2008 | 2009 | 2010 | 2011 | 2012 | 2013 | 2014 | 2015 | 2016 | 2017 | 2018 | 通算成績 |
| -------------- | ---- | ---- | ---- | ---- | ---- | ---- | ---- | ---- | ---- | ---- | ---- | ---- | ---- | ---- | -------- |
| 全豪オープン   | A    | LQ   | 1R   | 1R   | LQ   | 2R   | 2R   | 3R   | 1R   | 1R   | A    | 2R   | 1R   | A    | 5–9      |
| 全仏オープン   | A    | 1R   | 1R   | 2R   | LQ   | 1R   | 3R   | 2R   | 2R   | 1R   | A    | LQ   | A    | 1R   | 5–9      |
| ウィンブルドン | A    | 2R   | 1R   | 1R   | 2R   | 1R   | 1R   | 1R   | 1R   | 1R   | A    | LQ   | A    | A    | 2–9      |
| 全米オープン   | 2R   | 2R   | 1R   | 1R   | 3R   | 2R   | 3R   | 1R   | 1R   | 2R   | 1R   | 2R   | A    | 2R   | 10–13    |